# Okány
Okány là một thị trấn thuộc hạt Békés, Hungary. Thị trấn này có diện tích 70,62 km², dân số năm 2010 là 2643 người, mật độ 37 người/km².